# Skippers Canyon
Skippers Canyon est une gorge historique et pittoresque, d'environ 22 kilomètres de long, située à plusieurs kilomètres au nord de Queenstown. , en Nouvelle-Zélande. Aujourd'hui accessible depuis Queenstown par la même route qui mène au domaine skiable de Coronet Peak. Skippers Canyon est creusé par la rivière Shotover, l'une des rivières aurifères les plus riches de Nouvelle-Zélande, qui fut nommée par William Gilbert Rees  un explorateur, un arpenteur et un premier colon à Central Otago, en Nouvelle-Zélande. Lui et son compatriote  Nicholas von Tunzelmann (en) furent les premiers européens à s’installer dans le bassin du Wakatipu. Rees est considéré comme le fondateur de Queenstown. 
Autrefois une zone d'extraction d'or très fréquentée, Skippers Canyon était accessible par Skippers Road, qui est aujourd'hui l'une des routes panoramiques les plus connues de Nouvelle-Zélande. Principale route néo-zélandaise où l'assurance des voitures de location n'est pas honorée, Skippers Road est principalement à une voie, étroite et escarpée avec des dénivelés de plusieurs centaines de mètres. En 1886, Skippers Canyon a également été le premier site où l' hydroélectricité a été produite pour alimenter l'extraction de l'or 

## Le début de la ruée vers l'or à Skippers Canyon
En novembre 1862, Thomas Arthur et Harry Redfern ont découvert dans la région d'Arthur Point d'aujourd'hui environ 4 onces d'or en trois heures. Arthur et Redfern n'ont pas caché leurs découvertes d'or. Avec une telle richesse en vue, il n'était pas étonnant que la région soit rapidement envahie par des mineurs essayant de trouver leur chance. Ce fut le début de l'une des plus grandes ruées sur l'Otago.  Peu de temps après le début de la ruée vers l'or, les mineurs ont qualifié la rivière Shotover de « fleuve la plus riche du monde ». Il n'y a cependant aucune preuve disponible que cela soit vrai car aucun document officiel n'a été conservé sur la quantité d'or réellement trouvée.

## Charlestown

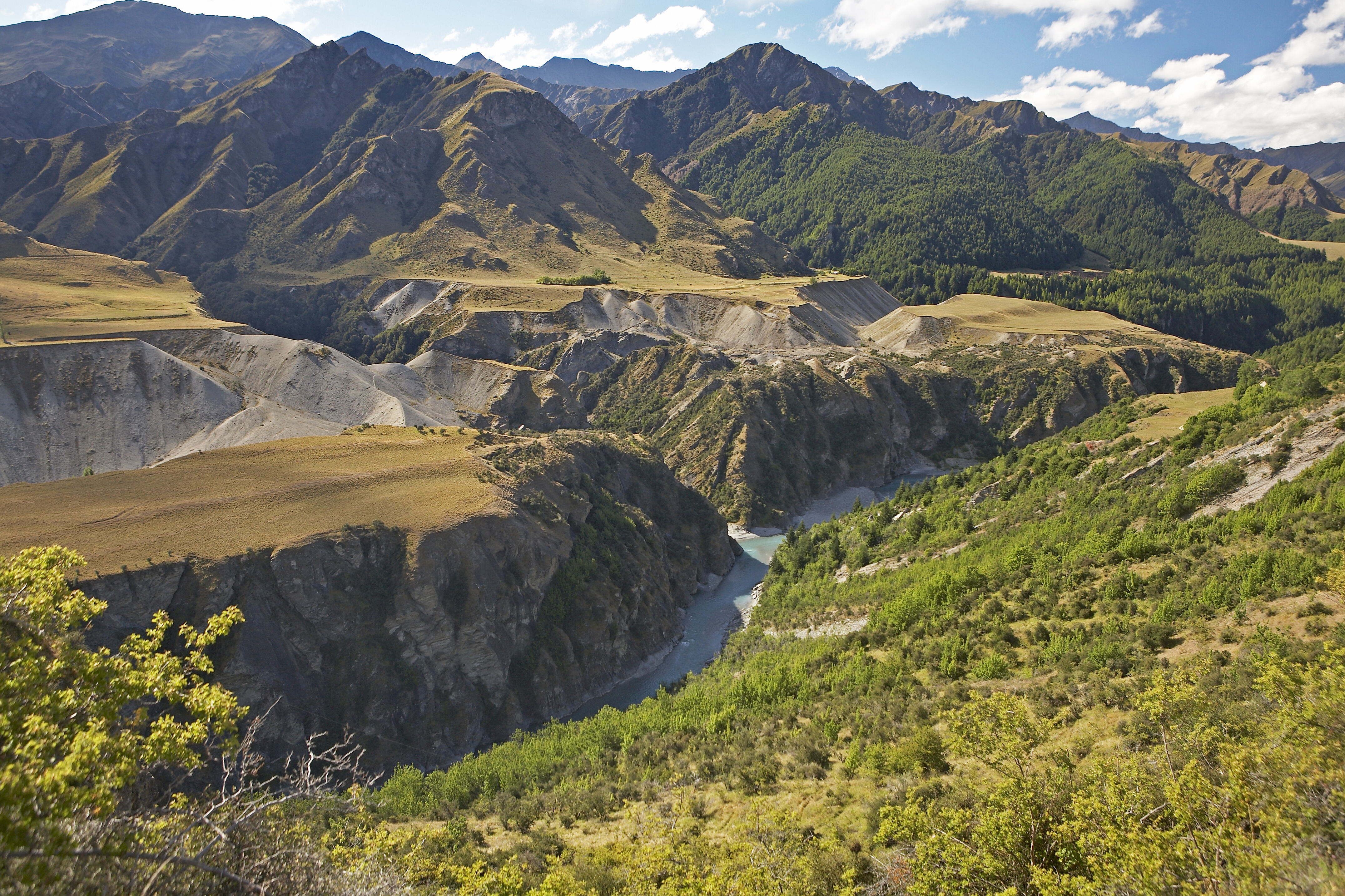
Skippers Canyon Maori Point

Charlestown était une petite colonie à Skippers Canyon dont les origines doivent beaucoup au chercheur d'or William Fox . Il est né en Irlande vers 1826 et, jeune homme, est devenu marin, puis chercheur d'or.. Après la découverte du premier or, les chercheurs d'or ont rapidement rencontré la gorge derrière Arthurs Point en suivant « la rivière d'or » en amont. Ils devaient trouver leur propre chemin à travers les collines sans pistes car la rivière était profonde et rapide. Pour une grande partie de son parcours, il est confiné dans des gorges aux parois abruptes. Sans se laisser décourager par les difficultés, les mineurs ont escaladé les montagnes et sont descendus sur les plages dans la mesure du possible.  Bientôt une découverte remarquable d'or a été trouvée à Māori Point. En 1862, les activités de prospection de Bill Fox dans le district d'Arrow suscitèrent un vif intérêt. En 1864, Fox se rendit sur la côte ouest. Il a largement prospecté l'or et l'a découvert pour la première fois à Fox Creek, un affluent de la rivière Arahura derrière Hokitika, en janvier 1865.

## Skippers Point

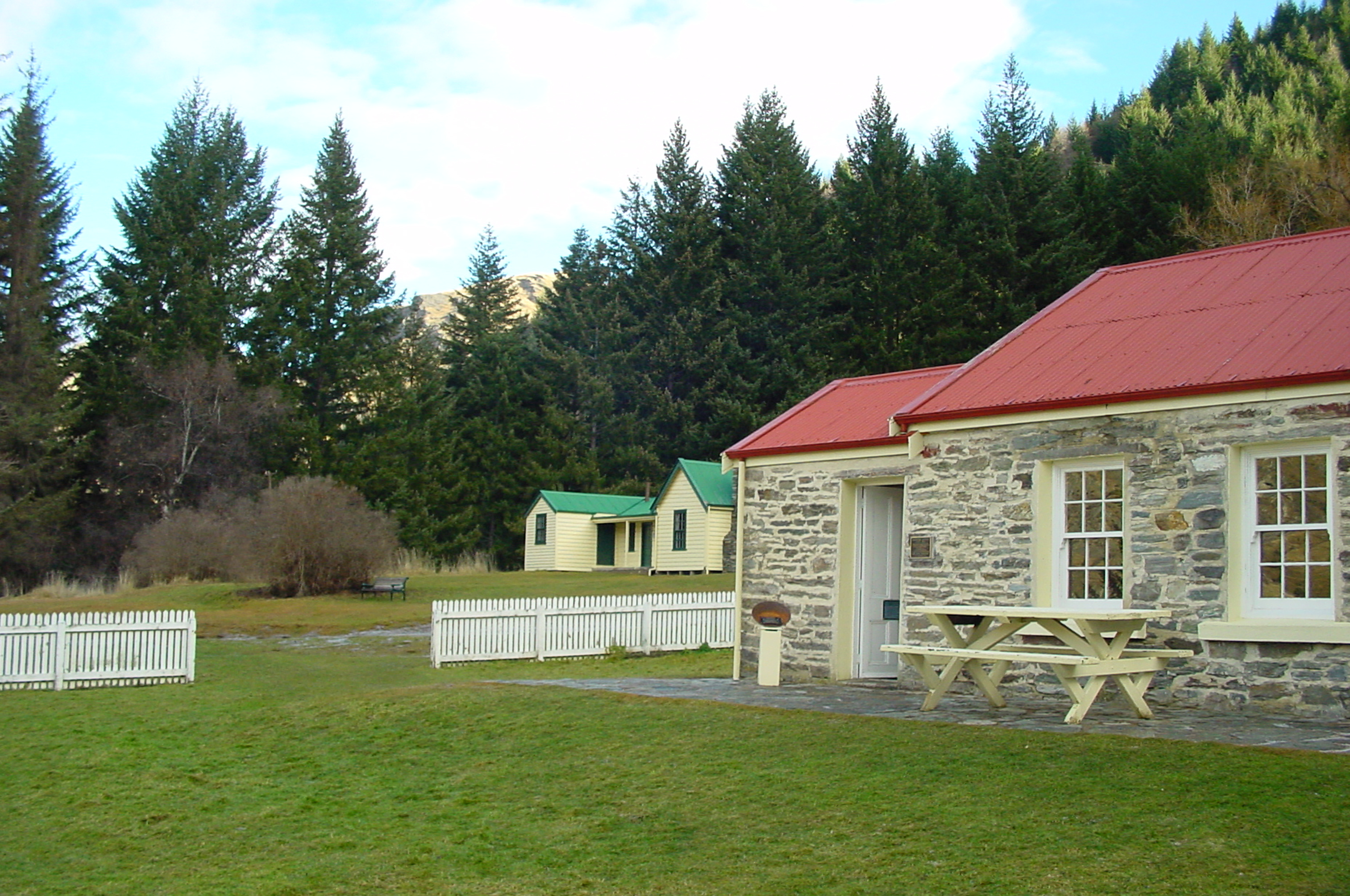
Skippers Point Queenstown

Malcolm Duncan, a découvert de l'or à Skippers Creek, le lieu fut rapidement connu sous le nom de Skippers Point ou simplement « Skippers ». a découvert de l'or dans le canyon en 1862 Skippers Point. Conjointement à Duncan, d'autres mineurs d'or ont pris des concessions dans la région de Skippers Point où ils sont restés à y travailler jusqu'au début des années 1900. Les vestiges de leurs installations ainsi qu'Un immense bassin de la Skippers Sluicing Company sont encore visibles aujourd'hui. Comme ce fut le cas pour la colonie de Charlestown, Skippers Point a enregistré 1 000 personnes pour chuter à environ 200 vers 1864. Aujourd'hui, ils ne subsistent que de la station du Mount Aurum, ainsi que le cimetière.

## Colonie minière deBullendale

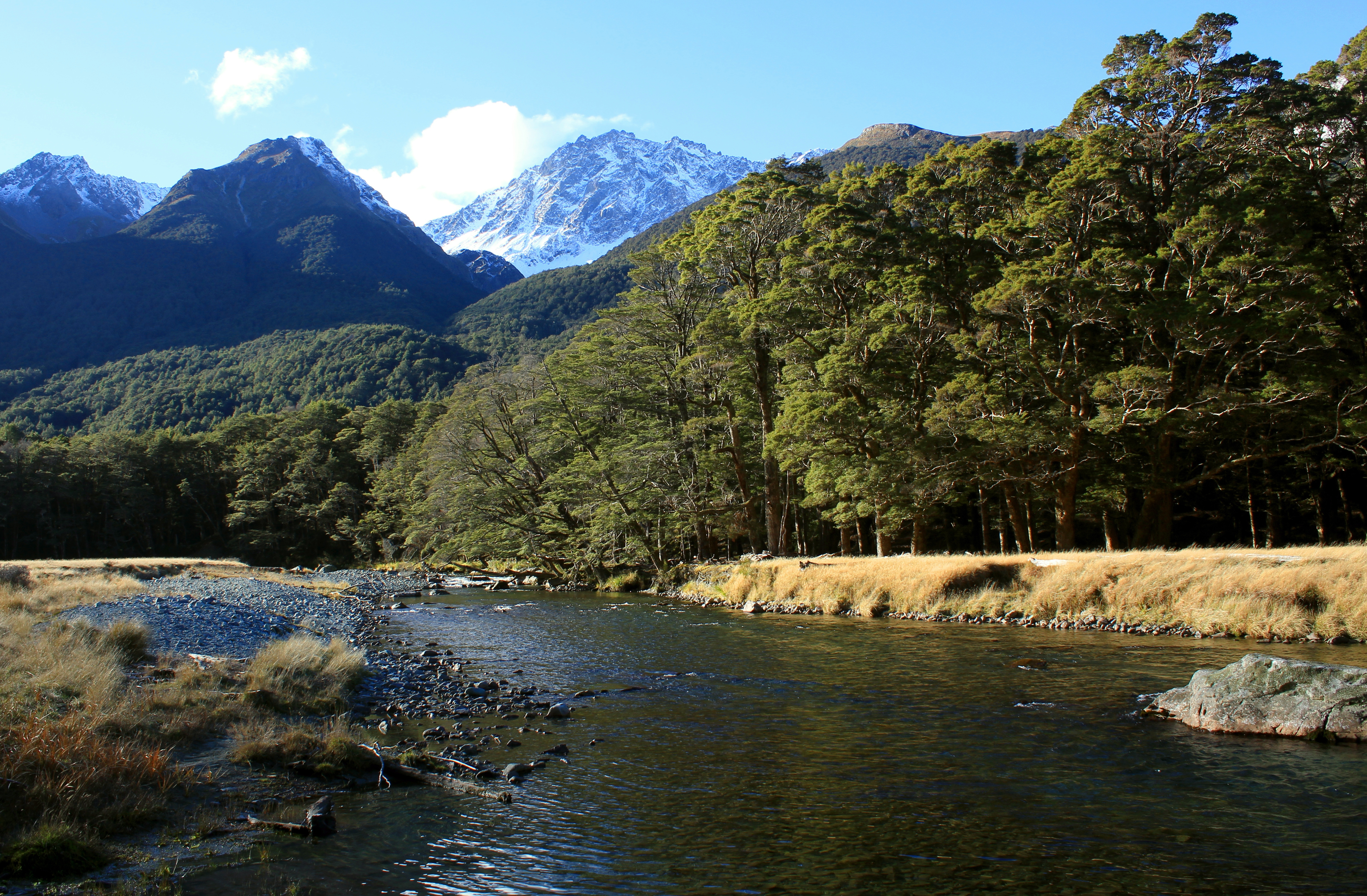
Rivière Caples, Otago

Bullendale est une colonie minière abandonnée d'Otago, qui fut le site de la première centrale hydroélectrique industrielle de Nouvelle-Zélande. Située dans une campagne accidentée et reculée, elle a survécu pour devenir un site d'une importance historique, et plusieurs enquêtes archéologiques y ont été menées ,.
En 1866, une nouvelle centrale hydroélectrique y avait été construite, dans la branche gauche de Skippers Creek pour acheminer l'électricité sur 3 km, au-dessus de la colline, jusqu'à Bullendale, où était implantée une exploitation (qui par la suite ne s'avérera pas rentable.  L’extraction d'or à partir d'alluvions est en effet réalisée avec les techniques d'hydrométallurgie, nécessaires dans la  récupération directe des petites pépites d'or et des paillettes. Dans ce cas précis l'énergie électrique s'avérait nécessaire pour le fonctionnement des pompes à air, d'autant plus que la petite colonie, se situait à environ quatre heures de marche de l'extrémité la plus éloignée de Skippers Road.

## Route des Skippers

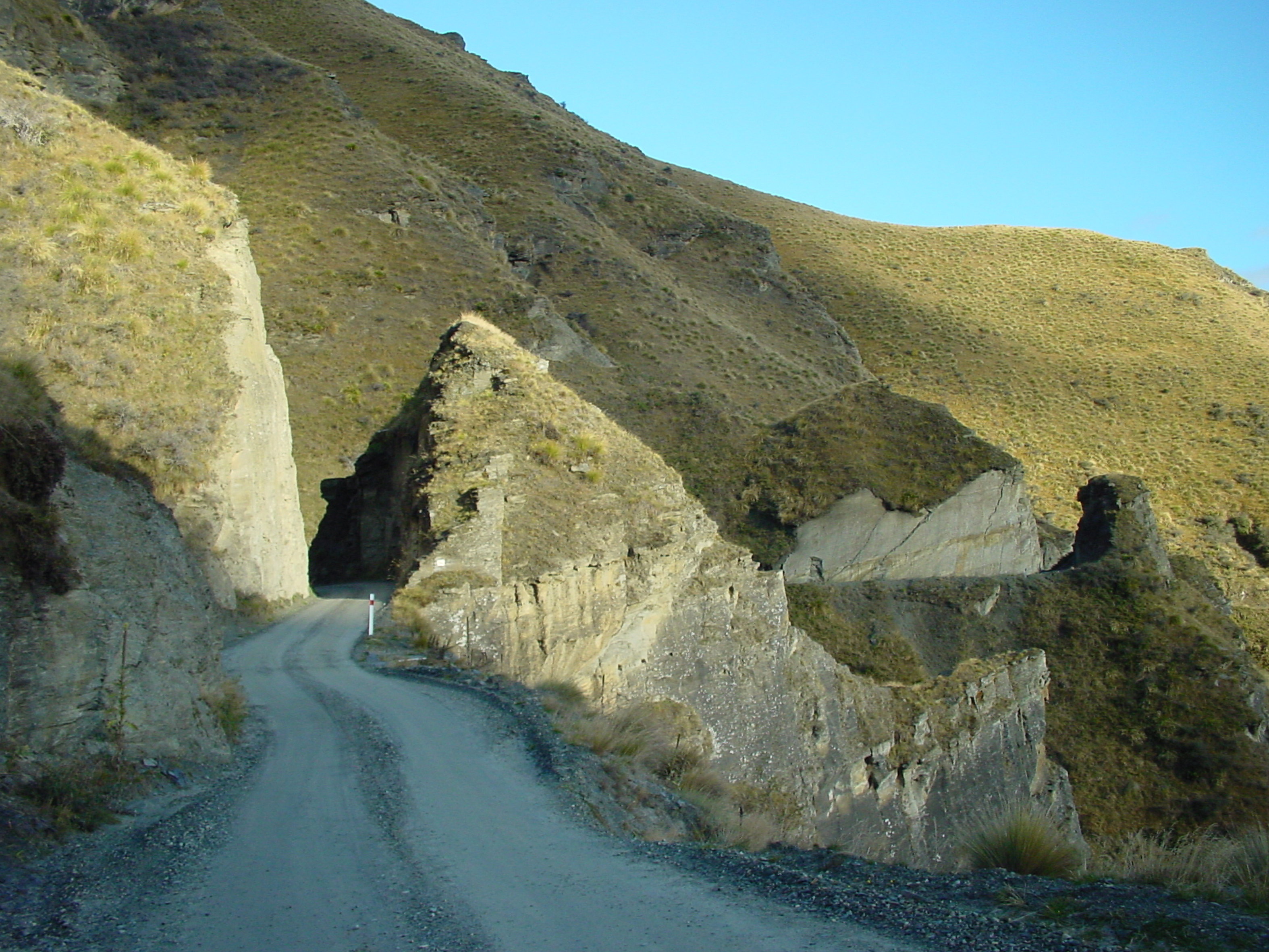
Hells Gate on Skippers Road

Au début de la ruée vers l'or, aucune piste ou route n'existait dans Skippers Canyon. Afin sécuriser l'accès et pour amener du matériel lourd nécessaire à l'orpaillage, le projet d'une route carrossable de fit de plus en plus pressant. Skippers Road fut    construite, vers 1883 par quatre entrepreneurs qui ont réalisé les travaux sur une période de sept ans.  
Lors de son achèvement, alors que la ruée vers l'or était terminée, l'utilisation de Skippers Road comme attraction touristique, s'avérait être un potentiel pour le développement du district de Queenstown. Le tribunal se prononça autoriser l'ouverture de la route aux voitures automobiles. Aujourd'hui, Skippers Road est une attraction touristique. Il est protégé par Heritage New Zealand depuis le 15 décembre 2006 sous le numéro de registre 7684.